# West-Vlaamse Gilde (Gent)
De West-Vlaamse Gilde is de overkoepelende vereniging van regionale studentenclubs uit West-Vlaanderen in Gent. De West-Vlaamse gilde wordt bestuurd door een gildepresidium onder leiding van een gildepreses. De gilde komt op regelmatige basis samen tijdens het academiejaar en houdt 4 activiteiten: Bezoek aan de massacantus Roeselare, een kroegentocht, een cantus en een reis naar de Oktoberfeesten in München. Het gildeschild is het wapenschild van de provincie West-Vlaanderen: het stralenschild van het graafschap Vlaanderen. De kleuren van de West-Vlaamse Gilde zijn blauw-geel. De West-Vlaamse Gilde is een van de vijf gildes die resideren onder het Seniorenkonvent Ghendt.

## Geschiedenis
De West-Vlaamse Gilde werd in 1997 opgericht maar na enkele jaren is de Gilde verdwenen. De toenmalige leden waren : BUK, Dionysus, Klokke, Moeder Vagantse, Rodenbach, Sd'A, en Westlandia.
In 2002 werd de West-Vlaamse Gilde heropgericht door Tim Van Loo en in 2005 werd de West-Vlaamse Gilde geherstuctureerd o.l.v. van Jan-Bart De Muelenaere (toenmalig Senior Seniorum van het SK Ghendt) en Benny Demonie. Deze herorganisatie hield in dat enkel clubs van het SK Ghendt lid mogen worden van de West-Vlaamse Gilde

## Aangesloten clubs
- HSC Dionysus: streekclub voor Oostendse studenten
- Internia: streekclub voor West-Vlaamse studenten
- Sd'A Gent: streekclub voor West-Vlaamse studenten
- Westlandia: streekclub voor studenten uit Veurne-Poperinge-Ieper-Diksmuide
- 't Wielke: streekclub voor studenten uit Menen en Waregem
- Deliria: streekclub voor studenten uit Torhout
- HSC Rodenbach Gent: streekclub voor studenten uit regio Roeselare
- Brugse Universitaire Kring: streekclub voor studenten uit regio Brugge